# Breakfast on the Morning Tram
Breakfast on the Morning Tram är ett musikalbum av jazzsångerskan Stacey Kent från 2007.

## Låtlista
1. The Ice Hotel (Jim Tomlinson/Kazuo Ishiguro) – 5'29
2. Landslide (Stevie Nicks) – 3'48
3. Ces petits riens (Serge Gainsbourg) – 3'21
4. I Wish I Could Go Travelling Again (Jim Tomlinson/Kazuo Ishiguro) – 4'07
5. So Many Stars (Sergio Mendes/Marilyn Bergman/Alan Bergman) – 4'01
6. Samba Saravah (Baden Powell/Pierre Barough/Vinícius de Moraes) – 3'51
7. Breakfast on the Morning Tram (Jim Tomlinson/Kazuo Ishiguro) – 5'54
8. Never Let Me Go (Jay Livingston/Ray Evans) – 4'39
9. So Romantic (Jim Tomlinson/Kazuo Ishiguro) – 5'01
10. Hard Hearted Hannah (Bob Bigelow/Charles Bates/Jack Yellen/Milton Ager) – 4'50
11. La saison des pluies (Elek Bacsik/Serge Gainsbourg) – 2'48
12. What a Wonderful World (Bob Thiele/George David Weiss) – 4'27

## Medverkande
- Stacey Kent – sång
- Jim Tomlinson – tenorsaxofon, flöjt, arrangemang
- John Parricelli – gitarr
- Graham Harvey – piano
- Dave Chamberlain – bas
- Matt Skelton – trummor